# Bataille d'İnceğiz
Guerres de l'interrègne ottoman
La bataille d'İnceğiz a été combattue à la fin de 1411 ou au début de 1412 près de Constantinople entre les fils rivaux du sultan ottoman Bayezid Ier, Mehmed Çelebi et Musa Çelebi, au cours des dernières étapes de la guerre civile connue sous le nom d'interrègne ottoman.

## Contexte
Musa était devenu le dirigeant des domaines européens des Ottomans après avoir renversé et tué son frère Süleyman Çelebi en 1410–1411. Contrairement à Süleyman, Musa, qui comptait beaucoup sur les raiders akinji, suivit une politique extrêmement hostile à ses voisins chrétiens. Les attaques contre l'Empire byzantin et la Serbie, qui avaient cessé après le traité de Gallipoli en 1403, reprirent: en Serbie, Musa assiégea Smederevo, tandis que contre Byzance, il attaqua Thessalonique et Selymbrie et plaça Constantinople sous blocus en août 1411.

### L'alliance de Mehmed avec Byzance et la bataille
En conséquence, l'empereur byzantin Manuel II Paléologue se tourna vers le frère de Musa, Mehmed Çelebi, qui avait établi son règne sur les territoires ottomans en Anatolie. La chronique ottomane anonyme Aḥvāl-i Sulṭān Meḥemmed ("Affaires du sultan Mehmed"), l'historien byzantin Doukas et l'historien serbe Konstantin le philosophe rapportent tous que Manuel a envoyé des messagers à Mehmed, offrant une alliance contre Musa, aux mêmes conditions que l'arrangement précédent avec Süleyman. Les deux dirigeants se sont rencontrés à Scutari et ont juré que s'ils gagnaient, Mehmed entretiendrait des relations amicales avec les Byzantins; s'ils perdaient, il serait autorisé à se réfugier à Constantinople.
Le site exact d'İnceğiz et la date de la bataille sont inconnus: il se peut qu'elle ait eu lieu soit à l'automne 1411, soit au printemps 1412. L'Aḥvāl rapporte que l'armée de Mehmed comprenait des Tatars et des Turcomans d'Eyalet de Roum, « l'armée d'Ankara » et les forces du chef turcoman Yapaoğlu. Selon Doukas, quelques troupes byzantines ont également combattu sous Mehmed. Musa, de son côté, s'est débarrassé de 7 000 Kapıkulu, qui ont joué un rôle décisif dans la bataille. Les forces de Mehmed ont prévalu au début de la bataille, mais ensuite le Kapıkulu a réussi à avancer jusqu'à Mehmed et a même blessé son cheval. Mehmed vaincu, a été forcé de se retirer à Constantinople et de là traverser à nouveau en Anatolie.

## Sources
- (en) Dimitris Kastritsis, The Sons of Bayezid : Empire Building and Representation in the Ottoman Civil War of 1402-13, Leiden, BRILL, 2007, 250 p. (ISBN 978-90-04-15836-8, lire en ligne)
- (en) Harry Magoulias, Decline and Fall of Byzantium to the Ottoman Turks, by Doukas. An Annotated Translation of "Historia Turco-Byzantina" by Harry J. Magoulias, Wayne State University, Détroit, Wayne State University Press, 1975, 346 p. (ISBN 0-8143-1540-2)